# Cultura da Rússia

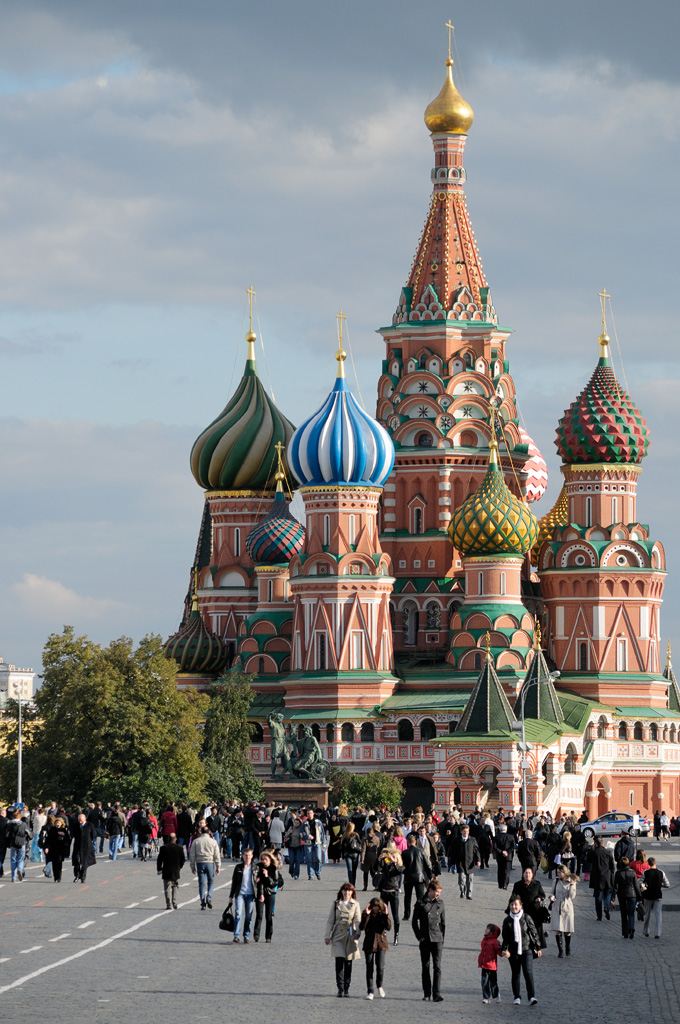
A Catedral de São Basílio, na Praça Vermelha, em Moscou

A cultura da Rússia, cujas raízes remontam aos primeiros eslavos orientais, é produto de uma sociedade multiétnica, embora dominada pelo idioma russo e pelo povo russo, que constitui a maioria da população. Há mais de 160 diferentes grupos étnicos e povos indígenas na Rússia. Contribuem, para a diversidade cultural do país: os russos étnicos de tradições eslavas ortodoxas; os tártaros e bashkires , com a sua cultura turco-muçulmana; os nômades budistas buriates e calmucos; os povos xamânicos do Extremo Norte e da Sibéria; os montanheses do Cáucaso do Norte; e os povos fino-úgricos da Região Noroeste e do Volga.
O artesanato, como os brinquedos matrioshka e dymkovo, o estilo khokhloma, a cerâmica gzhel e as miniaturas de palekh, representam um importante aspecto da cultura popular russa. Roupas étnicas russas incluem o cafetã, a kosovorotka e a ushanka para os homens e o sarafan e o kokoshnik para mulheres, com lapti e valenki como sapatos comuns. Vários grupos étnicos da Rússia têm tradições distintas de  música tradicional. Instrumentos musicais étnicos típicos do país são gusli, a balalaika, zhaleika e a garmoshka. A música popular teve grande influência nos compositores clássicos russos e nos tempos modernos é uma fonte de inspiração para uma série de bandas folclóricas mais populares, incluindo a Melnitsa.  
O folclore russo antigo tem suas raízes na religião pagã eslava. Muitos contos de fadas russos e épicos bylinas foram adaptados para filmes por diretores de destaque, como Aleksandr Ptushko e Aleksandr Rou. Poetas russos, incluindo Pyotr Yershov e Leonid Filatov, fizeram uma série de bem conhecidas interpretações poéticas dos contos de fadas clássicos. Os russos têm muitas tradições, incluindo a lavagem em banya, um banho de vapor quente semelhante à sauna.

## Arquitetura

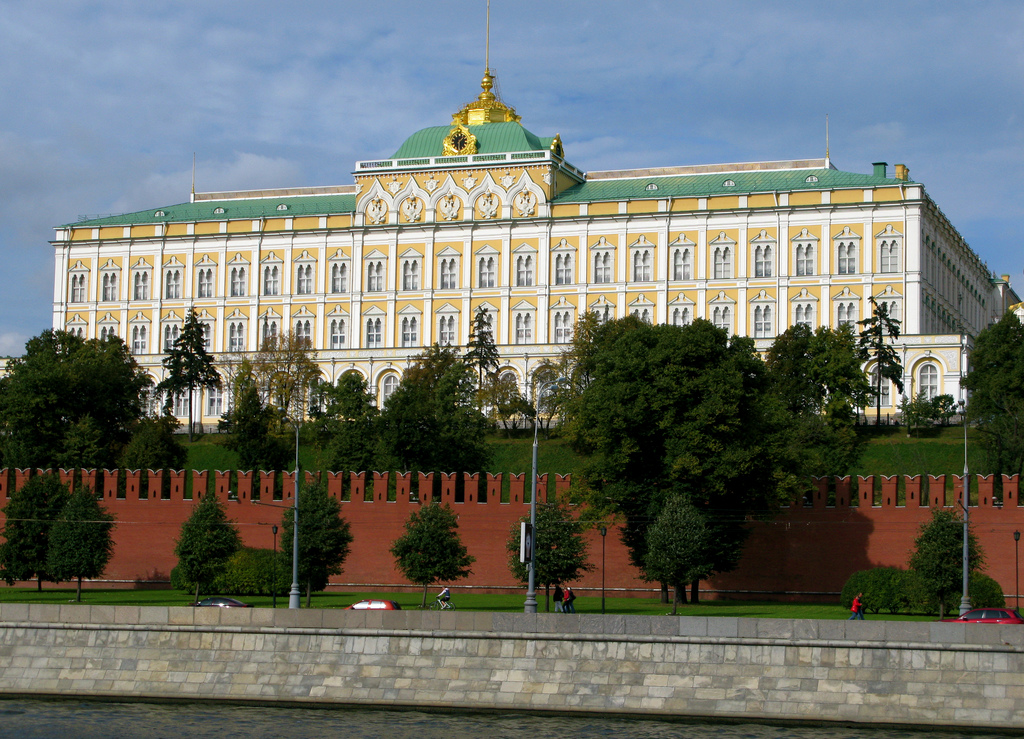
Grande Palácio do Kremlin

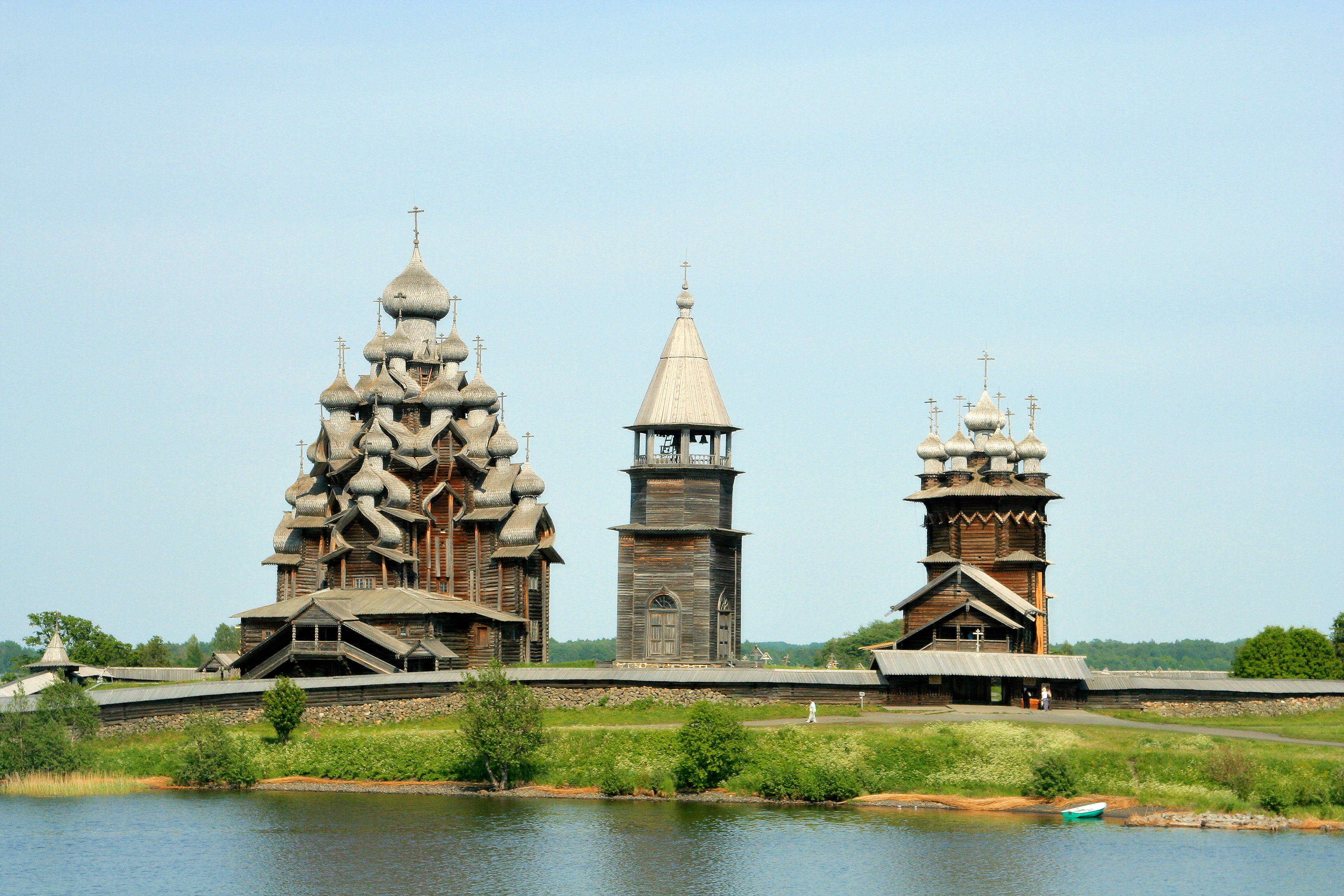
Kizhi

Desde a cristianização da Rússia de Quieve, por várias eras a arquitetura russa foi influenciada, principalmente, pela arquitetura bizantina. Além de fortificações, os chamados kremlins, os edifícios de pedra da antiga Rússia eram as igrejas ortodoxas, com suas cúpulas, muitas vezes, douradas ou pintadas.
O século XVIII foi marcado pela preferência pela arquitetura rococó e levou a obras ornadas por Bartolomeo Rastrelli e seus seguidores. O reinado de Catarina, a Grande e seu neto, Alexandre I, viu o florescimento da arquitetura neoclássica, principalmente na então capital do país, São Petersburgo. A segunda metade do século XIX foi dominada pelo estilo neobizantino e pelo chamado revival russo. Os estilos predominantes do século XX foram os da Art Nouveau, do Construtivismo russo e do Classicismo soviético.

## Músicas e danças

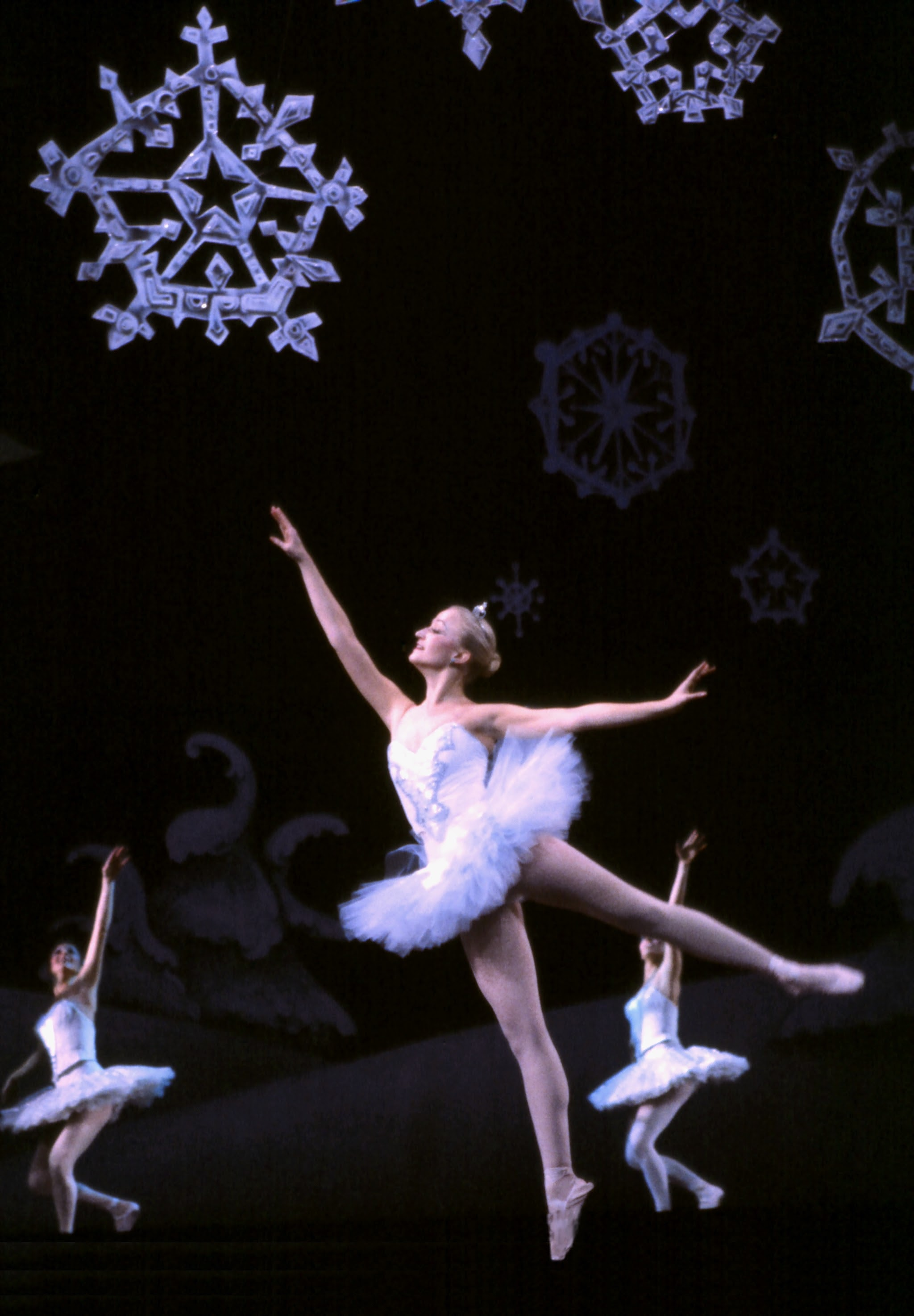
A cena Dança da Neve, do balé O Quebra-Nozes, composto por Piotr Ilitch Tchaikovski.

A música da Rússia do século XIX foi definida pela tensão entre o compositor clássico Mikhail Glinka, junto com seus seguidores, que abraçou a identidade nacional russa e adicionou elementos religiosos e populares em suas composições, e a Sociedade Musical Russa, liderada pelos compositores Anton e Nikolai Rubinstein, que eram musicalmente conservadores. A tradição posterior de Piotr Ilitch Tchaikovski, um dos maiores compositores da era romântica, foi continuada no século XX por Sergei Rachmaninoff. Compositores de renome mundial do século XX incluem também Alexander Scriabin, Igor Stravinsky, Sergei Prokofiev, Dmitri Shostakovich e Alfred Schnittke.
Os conservatórios russos revelaram gerações de solistas famosos. Entre os mais conhecidos, estão os violinistas David Oistrakh e Gidon Kremer, o violoncelista Mstislav Rostropovich, os pianistas Vladimir Horowitz, Sviatoslav Richter e Emil Gilels, e os vocalistas Feodor Chaliapin, Galina Vishnevskaya, Anna Netrebko e Dmitri Hvorostovsky.
No início do século XX, os dançarinos russos de balé Anna Pavlova e Vaslav Nijinsky alcançaram a fama. O empresário Sergei Diaghilev e as viagens ao exterior da sua companhia, a Ballets Russes, influenciaram profundamente o desenvolvimento da dança no mundo inteiro. O balé soviético preservou e aperfeiçoou as tradições do século XIX e as escolas de coreografia da União Soviética produziram muitas estrelas de renome internacional, como Maya Plisetskaia, Rudolf Nureyev e Mikhail Baryshnikov. O Balé Bolshoi, em Moscou, e o Balé Mariinsky, em São Petersburgo, tornaram-se famosos em todo o mundo.
O rock russo moderno tem suas raízes tanto no rock and roll quanto no heavy metal ocidental, e nas tradições dos poetas russos da era soviética, como Vladimir Vysotsky e Bulat Okudzhava. Entre os grupos de rock russos mais populares incluem-se Mashina Vremeni, DDT, Akvarium, Alisa, Kino, Kipelov, Nautilus Pompilius, Aria, Grazhdanskaya Oborona, Splean e Korol i Shut. A música pop russa se desenvolveu do que era conhecido nos tempos soviéticos como estrada para uma indústria de pleno direito, com alguns artistas a ganhar reconhecimento internacional amplo, como t.A.T.u. e Vitas.

## Literatura e filosofia

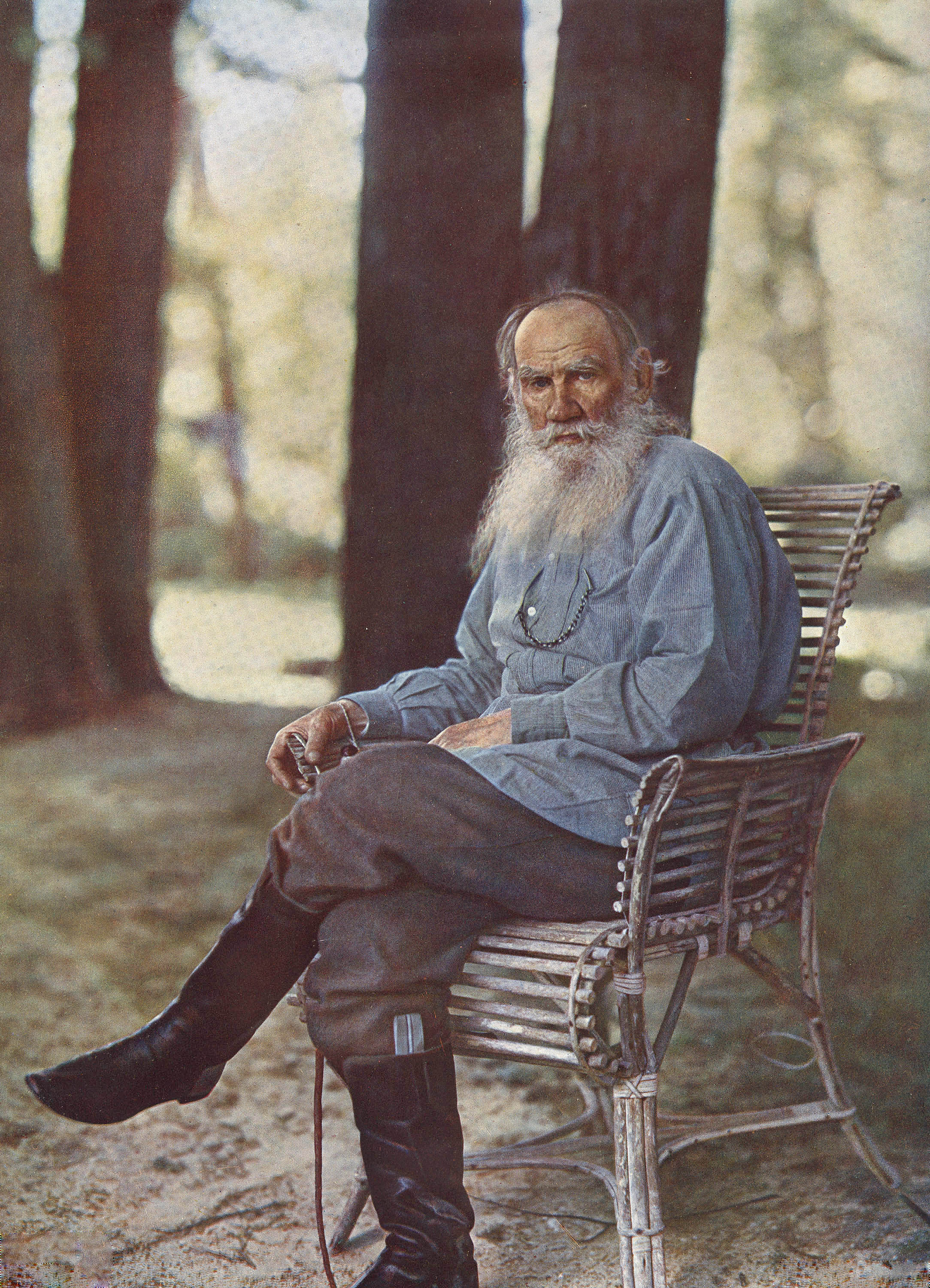
Liev Tolstói (1828–1910), novelista e filósofo russo.

A literatura russa é considerada uma das mais influentes e desenvolvidas do mundo, contribuindo com muitas das mais famosas obras literárias da história. No século XVIII, o seu desenvolvimento foi impulsionado pelos trabalhos de Mikhail Lomonosov e Denis Fonvizin, e no início do século XIX, uma moderna tradição nativa surgiu, produzindo alguns dos maiores escritores de todos os tempos. Esse período, também conhecido como a Era de Ouro da poesia russa, iniciou-se com Alexander Pushkin, que é considerado o fundador da literatura russa moderna e muitas vezes descrito como o "Shakespeare Russo".  Esse período prosseguiu pelo século XIX com a poesia de Mikhail Lérmontov e Nikolai Nekrasov, os dramas de Alexandre Ostrovski e Anton Tchekhov e a prosa de Nikolai Gogol e Ivan Turgueniev. Liev Tolstói e Fiódor Dostoiévski, em particular, são figuras titânicas da literatura, a tal ponto que muitos críticos literários têm descrito um ou o outro como o maior escritor de todos os tempos.
Por volta de 1880, a época dos grandes romancistas acabou, enquanto os contos e a poesia se tornavam os gêneros dominantes. As próximas décadas ficariam conhecidas como a Era de Prata russa, quando o realismo literário, antes dominante, foi substituído pelo simbolismo e outros movimentos de vanguarda. Os principais autores desta época incluem poetas como Valeri Briusov, Viacheslav Ivanov, Aleksandr Blok, Nikolai Gumilev e Anna Akhmatova e romancistas como Leonid Andreiev, Ivan Bunin e Máximo Gorki.

## Teatro e cinema

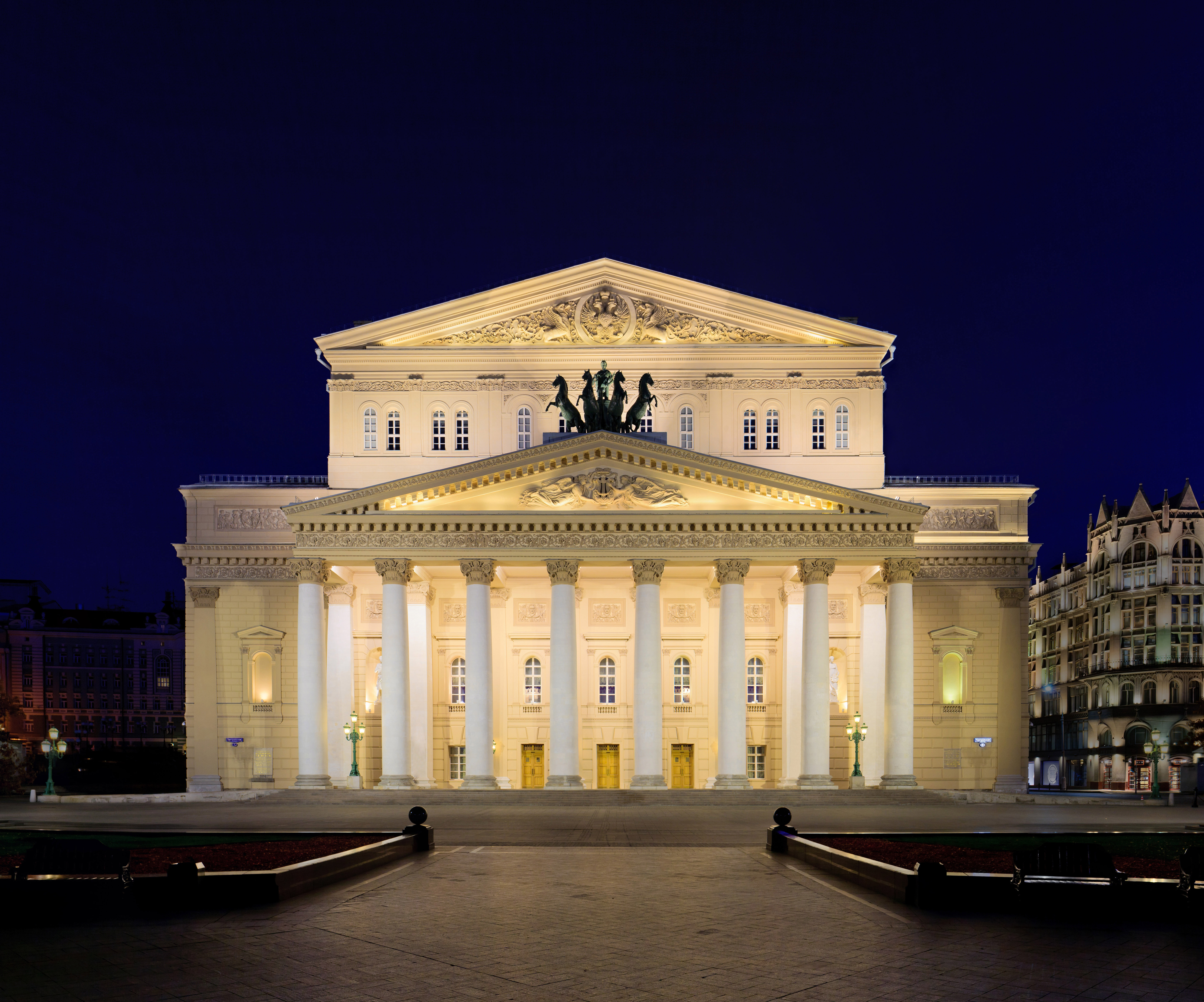
O Teatro Bolshoi em Moscou.

O teatro russo é, sem dúvida um dos mais ricos do mundo, devido à quantidade de dramaturgos, escritores e peças de teatro. Pensa-se que os russos são aqueles que mais vão ao teatro em todo o mundo. Um dos maiores símbolos do teatro russo é o Teatro Bolshoi, em Moscovo, onde são apresentadas inúmeras peças de teatro russas ou estrangeiras, além de balé e ópera. O teatro russo começa desde muito cedo, antes da dinastia Romanov, onde se usavam marionetes e música tradicional.
O cinema surgiu na Rússia com os irmãos Lumière, pouco antes do fim do Império, quando os franceses passaram a exibir filmes em São Petersburgo e Moscovo, no ano de 1896. Alexandre Drankov foi o primeiro cineasta russo, produzindo Stenka Razin.
Durante a Primeira Guerra Mundial, foram produzidos muitos filmes sobre o conflito, com ideias e mensagens anti-germânicas. Durante a existência da União Soviética, os filmes foram produzidos de forma moderada pelo regime. Os aclamados clássicos de Serguei Eisenstein ficaram mundialmente conhecidos. Com a criação do programa espacial soviético, grande parte dos filmes mudou o foco para a ficção científica, como o famoso Solaris, de Andrei Tarkowsky.
No fim do século XX e início do século XXI, com a desintegração da URSS, o cinema russo sofreu um golpe na qualidade e produção de seus filmes. Um dos filmes mais famosos e aceitos pela crítica, produzidos naquela época, foi o Barbeiro da Sibéria, de 1998.

## Pintura

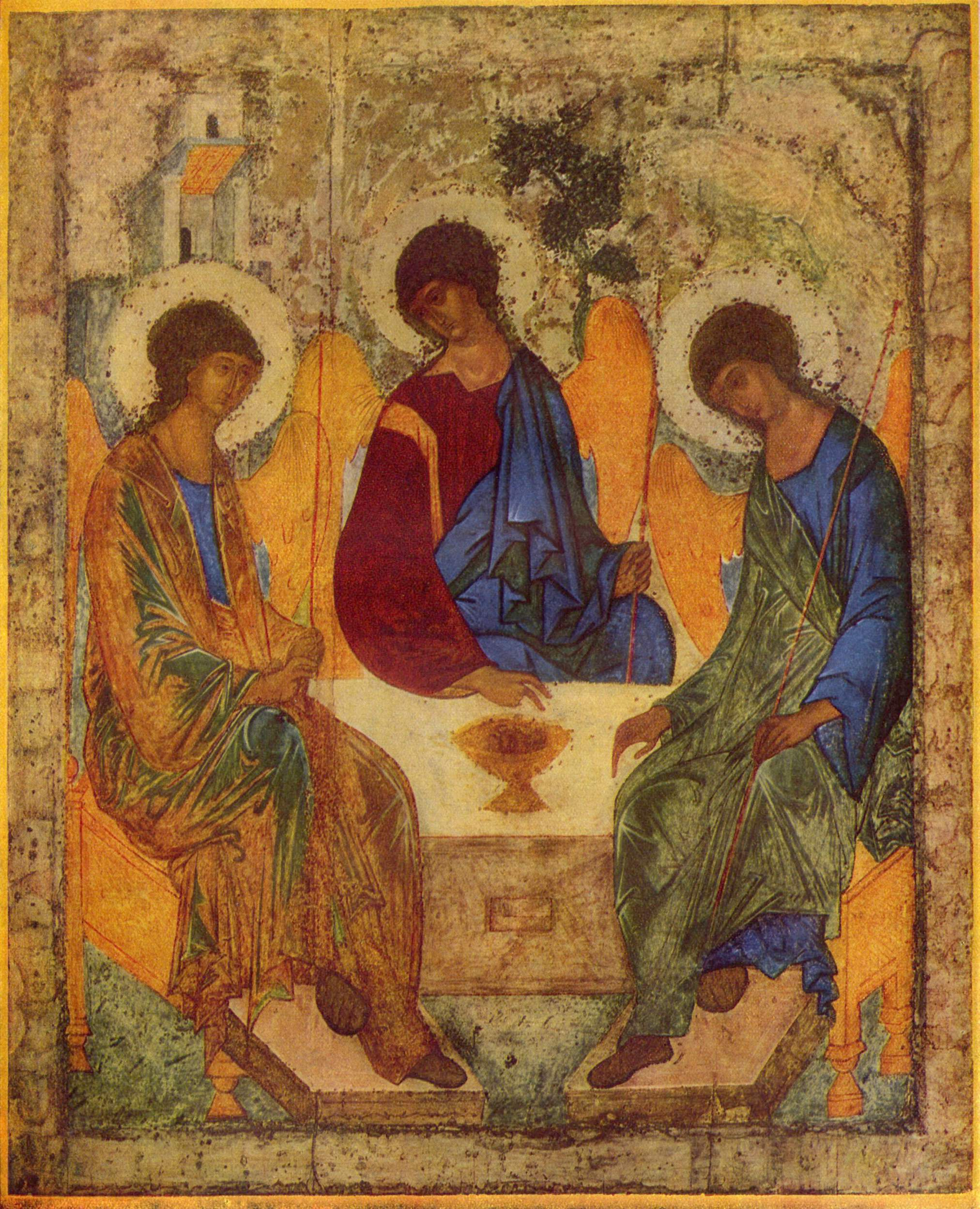
A Trindade, por Andrei Rublev.

A pintura na Rússia tem uma história demarcada por cinco fases bem distintas. Inicia-se na cristianização do Grão-Canato de Rus, ocorrida em torno de 860, quando o intercâmbio cultural com o Império Bizantino levou, para lá, a tradição da pintura de ícones. Essa tradição, toda voltada para a religião, constituiu a única manifestação em pintura na Rússia até a ocidentalização do país no século XVIII por Pedro, o Grande, quando em menos de meio século formou-se uma escola de pintura praticamente nova, de caráter profano, correlacionada ao fim do Barroco que se desenvolvia no resto da Europa. 
Integrando-se à evolução geral da arte europeia desde então, a pintura russa teria um momento de destaque e daria uma importante contribuição própria à arte ocidental por ocasião da emergência das vanguardas, no início do século XX, quando pintores como Kandinsky e Malevich seriam os precursores dos movimentos abstratos na pintura. 
Com a Revolução de Outubro, em 1917, os pintores foram obrigados pelo Estado a seguir uma estética figurativa populista, originando o estilo conhecido como Realismo socialista, que só perderia força com a progressiva liberalização do regime político local no fim do século XX, quando um grupo de artistas do underground iniciou um movimento de contestação das fórmulas da arte oficial, introduzindo conceitos contemporâneos na pintura russa, diversificando enormemente seus horizontes.

## Culinária
A culinária russa é especializada em sopas. Utiliza-se muito das raízes, tais como batatas, beterrabas, cenouras e até o nabo, que produz a "raiz-forte russa", chamada Gren. Trabalham muito com derivados do leite, tais como kefir, smetana e tvorog. Com ervas e verduras específicas, tais como o dill, o estragão ou a azedinha, que garantem sabores ainda desconhecidos por muitos, a culinária russa é uma surpresa bastante agradável. 